# Paule Avomo Assoumou
 (mars 2025).
Motif : Sources secondaires insuffisantes
- Archive Wikiwix
- Bing
- Cairn
- DuckDuckGo
- E. Universalis
- Gallica
- Google
- G. Books
- G. News
- G. Scholar
- Persée
- Qwant
- (zh) Baidu
- (ru) Yandex
- (wd) trouver des œuvres sur Wikidata

| 1. | Préciser le motif de la pose du bandeau. | Précisez le motif de la pose du bandeau en utilisant la syntaxe suivante : {{admissibilité à vérifier\|date=juillet 2025\|motif=remplacez ce texte par le motif}}                         |
| 2. | Informer les utilisateurs concernés.     | Pensez à avertir le créateur de l'article, par exemple, en insérant le code ci-dessous sur sa page de discussion : {{subst:avertissement admissibilité à vérifier\|Paule Avomo Assoumou}} |

Paule Avomo Assoumou épouse Koki née en 1967 est la première femme ingénieure aéronautique au Cameroun. Elle nommée par décret présidentiel le 30 décembre 2015 comme directeur général de la Cameroon civil aviation Authority (CCAA).

## Biographie

### Parcours académique
Âgée de 58 ans, Paule Avomo Assoumou est ingénieure et diplômée à l’école nationale de l’aviation civile de Toulouse en France en 1988. Elle effectue aussi une formation en pilote privé où elle obtient une licence. Déjà dans le monde professionnel elle effectue une formation d’inspecteur des opérations aériennes.

## Carrières
Apres ces études, elle revient au Cameroun en 1989 où elle exerce  à la division de l’aviation civile au sein du ministère des transports. De 1996 à 2008, elle apporte son expertise dans plusieurs programmes et projets des Nations unies. Elle rejoint l’autorité aéronautique en 2012 en tant que directeur de la sécurité aériennepuis directeur général de la Cameroon civil aviation Authority (CCAA). Le décret du 23 février 2023, le président de la république du Cameroun renouvelle sa confiance au top management de la Cameroon Civil Aviation Authority à Paule Assoumou et Alabira Mamadou respectivement directeur général (DG) et directeur général adjoint (DGA) de la CCAA. Paule Assoumou a réussi le pari de faire du Cameroun l’unique pôle d’excellence en sûreté aérienne en Afrique centrale et au golfe de Guinée. Ces projets chantiers vise la modernisation du siège de la CCAA. Le Cameroun reçoit une distinction continentale grâce à Paule Assoumou et aux votes de ses pairs de l’aviation civile lors de la 26 eme réunion du groupe régional de planification et de mise en œuvre pour l’Afrique et l’océan indien (APIRG/26) tenu à Cotonou au Bénin, elle devient présidente du bureau du groupe régional AFI de planification et de mise en œuvre.